# Campeonato Mundial de Voleibol Masculino Sub-21 de 2017
O Campeonato Mundial de Voleibol Masculino Sub-21 de 2017 foi a 19ª edição da competição. Um total de 16 seleções mundiais participaram, no período entre 22 de junho e 2 de julho, na República Tcheca. As cidades que receberam as partidas foram Brno e České Budějovice.
A seleção da Polônia consagrou-se com o título desta edição (o terceiro no seu total), ao derrotar na final a equipe de Cuba. Do time campeão, foi premiado como Melhor Jogador (MVP) o atleta Jakub Kochanowski.

## Equipes qualificadas
| Torneio de qualificação          | Data                             | Sede          | Vagas             | Qualificados   | Última participação |
| -------------------------------- | -------------------------------- | ------------- | ----------------- | -------------- | ------------------- |
| País-sede                        | 2 de fevereiro de 2016           | Lausana       | 1                 | Chéquia        | Estreante           |
| Campeonato NORCECA de 2016       | 5 a 10 de julho de 2016          | Gatineau      | 1                 | Estados Unidos | 2015                |
| Campeonato Asiático de 2016      | 9 a 17 de julho de 2016          | Kaohsiung     | 2                 | China          | 2015                |
| Campeonato Asiático de 2016      | 9 a 17 de julho de 2016          | Kaohsiung     | 2                 | Irã            | 2015                |
| Campeonato Africano de 2016      | 22 a 23 de setembro de 2016      | Tânger        | 1                 | Egito          | 2015                |
| Campeonato Sul-Americano de 2016 | 17 a 24 de outubro de 2016       | Bariloche     | 1                 | Argentina      | 2015                |
| Copa Pan-Americana de 2017       | 14 a 22 de maio de 2017          | Fort McMurray | 1 CSV e 1 NORCECA | Brasil         | 2015                |
| Copa Pan-Americana de 2017       | 14 a 22 de maio de 2017          | Fort McMurray | 1 CSV e 1 NORCECA | Cuba           | 2015                |
| Qualificatório Europeu de 2017   | 18 a 21 de maio de 2017          | Várias        | 2                 | Polônia        | 2015                |
| Qualificatório Europeu de 2017   | 18 a 21 de maio de 2017          | Várias        | 2                 | Ucrânia        | Estreante           |
| Ranking Mundial                  | a partir de 1 de janeiro de 2017 | Lausana       | 6                 | Rússia         | 2015                |
| Ranking Mundial                  | a partir de 1 de janeiro de 2017 | Lausana       | 6                 | Itália         | 2015                |
| Ranking Mundial                  | a partir de 1 de janeiro de 2017 | Lausana       | 6                 | Turquia        | 2015                |
| Ranking Mundial                  | a partir de 1 de janeiro de 2017 | Lausana       | 6                 | Canadá         | 2015                |
| Ranking Mundial                  | a partir de 1 de janeiro de 2017 | Lausana       | 6                 | Eslovênia      | 2015                |
| Ranking Mundial                  | a partir de 1 de janeiro de 2017 | Lausana       | 6                 | Japão          | 2015                |
| Total                            |                                  |               | 16                |                |                     |

## Locais dos jogos
| Local 1                |
| ---------------------- |
| Brno, República Tcheca |
| DRFG Arena             |
| Capacidade: 7 700      |
|                        |

| Local 2                            |
| ---------------------------------- |
| České Budějovice, República Tcheca |
| Budvar Arena                       |
| Capacidade: 6 421                  |
|                                    |

## Formato de disputa
A competição reunirá 16 equipes, sendo realizada em oito dias com recesso de dois dias.As equipes foram distribuídas em quatro grupos, competindo em sistema de pontos corridos, ao final as duas primeiras equipes de cada grupo serão distribuídas na segunda fase em Grupos E e F, e as duas últimas equipes de cada grupo formarão na segunda fase os grupos G e H.
Ao final da segunda fase, as duas primeiras colocadas dos Grupos E e F comporão as semifinais, final e disputa pelo bronze, e as equipes eliminadas destes grupos disputarão as definições das posições do quinto ao oitavo lugares.Já as  duas primeiras dos Grupos G e H participarão do playoff que definirá as posições do nono ao décimo segundo lugares, e as equipes eliminadas destes grupos disputarão o playoff para determinar as posições do décimo terceiro ao décimo sexto lugares.

## Primeira fase
|  | Qualificados para a Segunda Fase (Grupo E) |
|  | Qualificados para a Segunda Fase (Grupo F) |
|  | Qualificados para a Segunda Fase (Grupo G) |
|  | Qualificados para a Segunda Fase (Grupo H) |

### Grupo A
Classificação
|     |          |     | Jogos | Jogos | Jogos | Pontos | Pontos | Pontos | Sets | Sets | Sets  |
| Pos | Equipe   | Pts | T     | V     | D     | V      | P      | R      | V    | P    | R     |
| --- | -------- | --- | ----- | ----- | ----- | ------ | ------ | ------ | ---- | ---- | ----- |
| 1   | Polônia  | 9   | 3     | 3     | 0     | 235    | 174    | 1.351  | 9    | 0    | MAX   |
| 2   | Canadá   | 5   | 3     | 2     | 1     | 248    | 245    | 1.012  | 6    | 5    | 1.200 |
| 3   | Chéquia  | 4   | 3     | 1     | 2     | 240    | 235    | 1.021  | 5    | 6    | 0.833 |
| 4   | Marrocos | 0   | 3     | 0     | 3     | 156    | 225    | 0.693  | 0    | 9    | 0,000 |

Resultados
| Data   | Hora  |            | Placar |           | Set 1 | Set 2 | Set 3 | Set 4 | Set 5 | Total   | Relatório |
| ------ | ----- | ---------- | ------ | --------- | ----- | ----- | ----- | ----- | ----- | ------- | --------- |
| 23 jun | 12:30 | 'Polônia ' | 3–0    | Marrocos  | 25–9  | 25–15 | 25–15 |       |       | 75–39   | 75-39     |
| 23 jun | 17:30 | Chéquia    | 2–3    | ' Canadá' | 22–25 | 25–13 | 25–23 | 18–25 | 12–15 | 102–101 | 102-101   |
| 24 jun | 12:30 | 'Canadá '  | 3–0    | Marrocos  | 25–23 | 25–16 | 25–23 |       |       | 75–62   | 75-62     |
| 24 jun | 17:30 | 'Polônia ' | 3–0    | Chéquia   | 29–27 | 25–23 | 25–13 |       |       | 79–63   | 79-63     |
| 25 jun | 12:30 | 'Polônia ' | 3–0    | Canadá    | 31–29 | 25–23 | 25–20 |       |       | 81–72   | 81-72     |
| 25 jun | 17:30 | 'Chéquia ' | 3–0    | Marrocos  | 25–16 | 25–21 | 25–18 |       |       | 75–55   | 75-55     |

### Grupo B
Classificação
|     |                |     | Jogos | Jogos | Jogos | Pontos | Pontos | Pontos | Sets | Sets | Sets  |
| Pos | Equipe         | Pts | T     | V     | D     | V      | P      | R      | V    | P    | R     |
| --- | -------------- | --- | ----- | ----- | ----- | ------ | ------ | ------ | ---- | ---- | ----- |
| 1   | Rússia         | 9   | 3     | 3     | 0     | 232    | 181    | 1.282  | 9    | 0    | MAX   |
| 2   | Cuba           | 5   | 3     | 2     | 1     | 246    | 242    | 1.017  | 6    | 5    | 1.200 |
| 3   | Turquia        | 4   | 3     | 1     | 2     | 235    | 246    | 0.955  | 5    | 6    | 0.833 |
| 4   | Estados Unidos | 0   | 3     | 0     | 3     | 186    | 230    | 0.809  | 0    | 9    | 0,000 |

Resultados
| Data   | Hora  |                | Placar |                | Set 1 | Set 2 | Set 3 | Set 4 | Set 5 | Total | Relatório |
| ------ | ----- | -------------- | ------ | -------------- | ----- | ----- | ----- | ----- | ----- | ----- | --------- |
| 23 jun | 15:00 | 'Rússia '      | 3–0    | Cuba           | 32–30 | 25–17 | 25–14 |       |       | 82–61 | 82-61     |
| 23 jun | 20:00 | 'Turquia '     | 3–0    | Estados Unidos | 25–19 | 25–14 | 30–28 |       |       | 80–61 | 80-61     |
| 24 jun | 15:00 | Estados Unidos | 0–3    | ' Cuba'        | 23–25 | 19–25 | 20–25 |       |       | 62–75 | 62-75     |
| 24 jun | 20:00 | 'Rússia '      | 3–0    | Turquia        | 25–19 | 25–20 | 25–18 |       |       | 75–57 | 75-57     |
| 25 jun | 15:00 | Turquia        | 2–3    | ' Cuba'        | 21–25 | 25–23 | 25–22 | 20-25 | 7-15  | 98–70 | 98-110    |
| 25 jun | 20:00 | 'Rússia '      | 3–0    | Estados Unidos | 25–20 | 25–21 | 25–22 |       |       | 75–63 | 75-63     |

### Grupo C
Classificação
|     |           |     | Jogos | Jogos | Jogos | Pontos | Pontos | Pontos | Sets | Sets | Sets  |
| Pos | Equipe    | Pts | T     | V     | D     | V      | P      | R      | V    | P    | R     |
| --- | --------- | --- | ----- | ----- | ----- | ------ | ------ | ------ | ---- | ---- | ----- |
| 1   | Irã       | 7   | 3     | 3     | 0     | 289    | 268    | 1.078  | 9    | 4    | 2.250 |
| 2   | Argentina | 7   | 3     | 2     | 1     | 274    | 258    | 1.062  | 8    | 4    | 2,000 |
| 3   | Itália    | 2   | 3     | 1     | 2     | 260    | 264    | 0.985  | 4    | 8    | 0.500 |
| 4   | Ucrânia   | 2   | 3     | 0     | 3     | 253    | 286    | 0.885  | 4    | 9    | 0.444 |

Resultados
| Data   | Hora  |              | Placar |         | Set 1 | Set 2 | Set 3 | Set 4 | Set 5 | Total   | Relatório |
| ------ | ----- | ------------ | ------ | ------- | ----- | ----- | ----- | ----- | ----- | ------- | --------- |
| 23 jun | 12:30 | 'Argentina ' | 3–0    | Ucrânia | 25–21 | 25–16 | 25–20 |       |       | 75–57   | 75–57     |
| 23 jun | 17:30 | Itália       | 0–3    | ' Irã'  | 22–25 | 19–25 | 21–25 |       |       | 62–75   | 75–62     |
| 24 jun | 12:30 | 'Irã '       | 3–2    | Ucrânia | 25–19 | 25–21 | 23–25 | 20–25 | 15–13 | 108–103 | 108–103   |
| 24 jun | 17:30 | 'Argentina ' | 3–1    | Itália  | 32–30 | 25–19 | 14–25 | 25–21 |       | 96–95   | 96–95     |
| 25 jun | 12:30 | 'Itália '    | 3–2    | Ucrânia | 25–22 | 15–25 | 23–25 | 25–13 | 15–8  | 103–93  | 103–93    |
| 25 jun | 17:30 | Argentina    | 2–3    | ' Irã'  | 21–25 | 20–25 | 25–23 | 25-18 | 12-15 | 103–73  | 103–106   |

### Grupo D
Classificação
|     |        |     | Jogos | Jogos | Jogos | Pontos | Pontos | Pontos | Sets | Sets | Sets  |
| Pos | Equipe | Pts | T     | V     | D     | V      | P      | R      | V    | P    | R     |
| --- | ------ | --- | ----- | ----- | ----- | ------ | ------ | ------ | ---- | ---- | ----- |
| 1   | Brasil | 9   | 3     | 3     | 0     | 225    | 173    | 1.301  | 9    | 0    | MAX   |
| 2   | China  | 6   | 3     | 2     | 1     | 247    | 231    | 1.069  | 6    | 5    | 1.200 |
| 3   | Japão  | 3   | 3     | 1     | 2     | 244    | 263    | 0.928  | 4    | 7    | 0.571 |
| 4   | Egito  | 0   | 3     | 0     | 3     | 218    | 267    | 0.816  | 1    | 9    | 0.111 |

Resultados
| Data   | Hora  |           | Placar |           | Set 1 | Set 2 | Set 3 | Set 4 | Set 5 | Total | Relatório |
| ------ | ----- | --------- | ------ | --------- | ----- | ----- | ----- | ----- | ----- | ----- | --------- |
| 23 jun | 15:00 | 'China '  | 3–1    | Japão     | 25–21 | 25–23 | 22–25 | 25–16 |       | 97–85 | 97–85     |
| 23 jun | 20:00 | 'Brasil ' | 3–0    | Egito     | 25–20 | 25–18 | 25–18 |       |       | 75–56 | 75–56     |
| 24 jun | 15:00 | Egito     | 1–3    | ' Japão'  | 17–25 | 25–17 | 26–28 | 23–25 |       | 91–95 | 91-95     |
| 24 jun | 20:00 | China     | 0–3    | ' Brasil' | 16–25 | 21–25 | 16–25 |       |       | 53–75 | 53-75     |
| 25 jun | 15:00 | 'Brasil ' | 3–0    | Japão     | 25–23 | 25–20 | 25–21 |       |       | 75–64 | 75-64     |
| 25 jun | 20:00 | 'China '  | 3–1    | Egito     | 25–15 | 22–25 | 25–18 | 25-13 |       | 97–58 | 97–71     |

## Segunda fase
|  | Qualificados para as Semifinais                    |
|  | Qualificados para as Disputa do 5º ao 8º lugares   |
|  | Qualificados para as Disputa do 9º ao 12º lugares  |
|  | Qualificados para as Disputa do 13º ao 16º lugares |

### Grupo E
Classificação
|     |         |     | Jogos | Jogos | Jogos | Pontos | Pontos | Pontos | Sets | Sets | Sets  |
| Pos | Equipe  | Pts | T     | V     | D     | V      | P      | R      | V    | P    | R     |
| --- | ------- | --- | ----- | ----- | ----- | ------ | ------ | ------ | ---- | ---- | ----- |
| 1   | Polônia | 7   | 3     | 3     | 0     | 293    | 254    | 1.154  | 9    | 4    | 2.250 |
| 2   | Cuba    | 5   | 3     | 2     | 1     | 257    | 273    | 0.941  | 6    | 6    | 1,000 |
| 3   | Irã     | 4   | 3     | 1     | 2     | 318    | 310    | 1.026  | 7    | 8    | 0.875 |
| 4   | China   | 2   | 3     | 0     | 3     | 285    | 316    | 0.902  | 5    | 9    | 0.556 |

Resultados
| Data   | Hora  |            | Placar |       | Set 1 | Set 2 | Set 3 | Set 4 | Set 5 | Total  | Relatório |
| ------ | ----- | ---------- | ------ | ----- | ----- | ----- | ----- | ----- | ----- | ------ | --------- |
| 27 jun | 12:30 | 'Polônia ' | 3–2    | China | 25–13 | 18–25 | 23–25 | 25–18 | 15–8  | 106–89 | 106–89    |
| 27 jun | 17:30 | 'Cuba '    | 3–2    | Irã   | 25–22 | 25–23 | 19–25 | 13–25 | 15–8  | 97–103 | 97–103    |
| 28 jun | 12:30 | 'Irã '     | 3–2    | China | 25–17 | 23–25 | 26–24 | 20–25 | 15–1  | 109–92 | 109-101   |
| 28 jun | 17:30 | 'Polônia ' | 3–0    | Cuba  | 25–17 | 25–22 | 25–20 |       |       | 75–59  | 75-59     |
| 29 jun | 12:30 | 'Cuba '    | 3–1    | China | 25–21 | 25–23 | 24–26 | 27–25 |       | 101–95 | 101-95    |
| 29 jun | 17:30 | 'Polônia ' | 3–2    | Irã   | 27–29 | 25–21 | 20–25 | 25-20 | 15-10 | 112–75 | 112-106   |

### Grupo F
Classificação
|     |           |     | Jogos | Jogos | Jogos | Pontos | Pontos | Pontos | Sets | Sets | Sets  |
| Pos | Equipe    | Pts | T     | V     | D     | V      | P      | R      | V    | P    | R     |
| --- | --------- | --- | ----- | ----- | ----- | ------ | ------ | ------ | ---- | ---- | ----- |
| 1   | Rússia    | 8   | 3     | 3     | 0     | 317    | 286    | 1.108  | 9    | 4    | 2.250 |
| 2   | Brasil    | 7   | 3     | 2     | 1     | 282    | 257    | 1.097  | 8    | 4    | 2,000 |
| 3   | Canadá    | 2   | 3     | 1     | 2     | 275    | 302    | 0.911  | 5    | 8    | 0.625 |
| 4   | Argentina | 1   | 3     | 0     | 3     | 257    | 286    | 0.899  | 3    | 9    | 0.333 |

Resultados
| Data   | Hora  |           | Placar |           | Set 1 | Set 2 | Set 3 | Set 4 | Set 5 | Total   | Relatório |
| ------ | ----- | --------- | ------ | --------- | ----- | ----- | ----- | ----- | ----- | ------- | --------- |
| 27 jun | 15:00 | 'Rússia ' | 3–1    | Argentina | 25–23 | 25–15 | 27–29 | 25–19 |       | 102–86  | 102-86    |
| 27 jun | 20:00 | Canadá    | 1–3    | ' Brasil' | 15–25 | 25–19 | 23–25 | 16–25 |       | 79–94   | 79-94     |
| 28 jun | 15:00 | 'Brasil ' | 3–0    | Argentina | 25–20 | 25–23 | 25–23 |       |       | 75–66   | 75-66     |
| 28 jun | 20:00 | 'Rússia ' | 3–1    | Canadá    | 28–26 | 25–27 | 25–21 | 25–13 |       | 103–87  | 103-87    |
| 29 jun | 15:00 | 'Canadá ' | 3–2    | Argentina | 23–25 | 21–25 | 25–22 | 25–22 | 15–11 | 109–105 | 109-105   |
| 29 jun | 20:00 | 'Rússia ' | 3–2    | Brasil    | 25–20 | 21–25 | 30–28 | 19-25 | 17-15 | 112–73  | 112-113   |

### Grupo G
Classificação
|     |                |     | Jogos | Jogos | Jogos | Pontos | Pontos | Pontos | Sets | Sets | Sets  |
| Pos | Equipe         | Pts | T     | V     | D     | V      | P      | R      | V    | P    | R     |
| --- | -------------- | --- | ----- | ----- | ----- | ------ | ------ | ------ | ---- | ---- | ----- |
| 1   | Itália         | 8   | 3     | 3     | 0     | 265    | 226    | 1.173  | 9    | 2    | 4.500 |
| 2   | Egito          | 6   | 3     | 2     | 1     | 234    | 224    | 1.045  | 6    | 4    | 1.500 |
| 3   | Estados Unidos | 2   | 3     | 1     | 2     | 261    | 272    | 0.960  | 4    | 8    | 0.500 |
| 4   | Chéquia        | 2   | 3     | 0     | 3     | 261    | 299    | 0.873  | 4    | 9    | 0.444 |

Resultados
| Data   | Hora  |                | Placar |                   | Set 1 | Set 2 | Set 3 | Set 4 | Set 5 | Total  | Relatório |
| ------ | ----- | -------------- | ------ | ----------------- | ----- | ----- | ----- | ----- | ----- | ------ | --------- |
| 27 jun | 12:30 | Estados Unidos | 0-3    | Itália            | 23–25 | 21–25 | 23–25 |       |       | 67–75  | 67-75     |
| 27 jun | 17:30 | Chéquia        | 0–3    | ' Egito'          | 19–25 | 23–25 | 22–25 |       |       | 64–75  | 64-75     |
| 28 jun | 12:30 | 'Itália '      | 3–0    | Egito             | 26–24 | 25–20 | 25–17 |       |       | 76–61  | 76-61     |
| 28 jun | 17:30 | Chéquia        | 2–3    | ' Estados Unidos' | 23–25 | 26–24 | 25–21 | 18–25 | 7–15  | 99–110 | 99-110    |
| 29 jun | 12:30 | Estados Unidos | 1–3    | ' Egito'          | 22–25 | 25–23 | 18–25 | 19–25 |       | 84–98  | 84-98     |
| 29 jun | 17:30 | Chéquia        | 2–3    | ' Itália'         | 25–23 | 14–25 | 25–23 | 18-25 | 16-18 | 98–71  | 98-114    |

### Grupo H
Classificação
|     |          |     | Jogos | Jogos | Jogos | Pontos | Pontos | Pontos | Sets | Sets | Sets  |
| Pos | Equipe   | Pts | T     | V     | D     | V      | P      | R      | V    | P    | R     |
| --- | -------- | --- | ----- | ----- | ----- | ------ | ------ | ------ | ---- | ---- | ----- |
| 1   | Turquia  | 6   | 3     | 2     | 1     | 257    | 242    | 1.062  | 7    | 4    | 1.750 |
| 2   | Ucrânia  | 6   | 3     | 2     | 1     | 256    | 244    | 1.049  | 7    | 4    | 1.750 |
| 3   | Japão    | 6   | 3     | 2     | 1     | 279    | 272    | 1.026  | 7    | 5    | 1.400 |
| 4   | Marrocos | 0   | 3     | 0     | 3     | 213    | 247    | 0.862  | 1    | 9    | 0.111 |

Resultados
| Data   | Hora  |            | Placar |            | Set 1 | Set 2 | Set 3 | Set 4 | Set 5 | Total | Relatório |
| ------ | ----- | ---------- | ------ | ---------- | ----- | ----- | ----- | ----- | ----- | ----- | --------- |
| 27 jun | 15:00 | 'Turquia ' | 3–1    | Ucrânia    | 19–25 | 25–20 | 25–17 | 25–20 |       | 94–82 | 94-82     |
| 27 jun | 20:00 | Marrocos   | 1–3    | ' Japão'   | 19–25 | 20–25 | 25–22 | 21–25 |       | 85–97 | 85-97     |
| 28 jun | 15:00 | Japão      | 1–3    | ' Ucrânia' | 23–25 | 14–25 | 26–24 | 21–25 |       | 84–99 | 84–99     |
| 28 jun | 20:00 | 'Turquia ' | 3–0    | Marrocos   | 25–21 | 25–23 | 25–18 |       |       | 75–62 | 75–62     |
| 29 jun | 15:00 | Marrocos   | 0–3    | ' Ucrânia' | 21–25 | 22–25 | 23–25 |       |       | 66–75 | 66-75     |
| 29 jun | 20:00 | Turquia    | 1–3    | ' Japão'   | 21–25 | 22–25 | 25–23 | 20-25 |       | 88–73 | 88-98     |

## Fase final

### Classificação do 13º ao 16º lugares
Resultados
| Data  | Hora  |                   | Placar |          | Set 1 | Set 2 | Set 3 | Set 4 | Set 5 | Total  | Relatório |
| ----- | ----- | ----------------- | ------ | -------- | ----- | ----- | ----- | ----- | ----- | ------ | --------- |
| 1 jul | 12:30 | 'Estados Unidos ' | 3–0    | Marrocos | 25–18 | 25–23 | 25–21 |       |       | 75–62  | 75-62     |
| 1 jul | 17:30 | 'Japão '          | 3–2    | Chéquia  | 22–25 | 20–25 | 25–21 | 25–15 | 15–13 | 107–99 | 107-99    |

### Classificação do 9º ao 12º lugares
Resultados
| Data  | Hora  |            | Placar |         | Set 1 | Set 2 | Set 3 | Set 4 | Set 5 | Total   | Relatório |
| ----- | ----- | ---------- | ------ | ------- | ----- | ----- | ----- | ----- | ----- | ------- | --------- |
| 1 jul | 15:00 | 'Itália '  | 3–0    | Ucrânia | 25–18 | 25–14 | 25–18 |       |       | 75–50   | 75-50     |
| 1 jul | 20:00 | 'Turquia ' | 3–1    | Egito   | 25–21 | 20–25 | 28–26 | 31–29 |       | 104–101 | 104-101   |

### Classificação do 5º ao 8º lugares
Resultados
| Data  | Hora  |        | Placar |           | Set 1 | Set 2 | Set 3 | Set 4 | Set 5 | Total   | Relatório |
| ----- | ----- | ------ | ------ | --------- | ----- | ----- | ----- | ----- | ----- | ------- | --------- |
| 1 jul | 12:30 | 'Irã ' | 3–2    | Argentina | 25–23 | 15–25 | 18–25 | 25–22 | 15–10 | 98–105  | 98–105    |
| 1 jul | 17:30 | Canadá | 2–3    | ' China'  | 27–25 | 24–26 | 25–21 | 26–28 | 9–15  | 111–115 | 111–115   |

### Semifinais
Resultados
| Data  | Hora  |            | Placar |         | Set 1 | Set 2 | Set 3 | Set 4 | Set 5 | Total   | Relatório |
| ----- | ----- | ---------- | ------ | ------- | ----- | ----- | ----- | ----- | ----- | ------- | --------- |
| 1 jul | 15:00 | 'Polônia ' | 3–2    | Brasil  | 25–21 | 25–19 | 21–25 | 23–25 | 15–12 | 109–102 | 109–102   |
| 1 jul | 20:00 | Rússia     | 1–3    | ' Cuba' | 15–25 | 18–25 | 25–16 | 23–25 |       | 81–91   | 81–91     |

### Décimo quinto lugar
Resultado
| Data | Hora  |          | Placar |            | Set 1 | Set 2 | Set 3 | Set 4 | Set 5 | Total | Relatório |
| ---- | ----- | -------- | ------ | ---------- | ----- | ----- | ----- | ----- | ----- | ----- | --------- |
| 2 ul | 10:00 | Marrocos | 1–3    | ' Chéquia' | 25–19 | 23–25 | 19–25 | 20–25 |       | 87–94 | 87-94     |

### Décimo terceiro lugar
Resultado
| Data  | Hora  |                | Placar |          | Set 1 | Set 2 | Set 3 | Set 4 | Set 5 | Total | Relatório |
| ----- | ----- | -------------- | ------ | -------- | ----- | ----- | ----- | ----- | ----- | ----- | --------- |
| 2 Jul | 12:30 | Estados Unidos | 1–3    | ' Japão' | 25–23 | 23–25 | 15–25 | 20–25 |       | 83–98 | 83-98     |

### Décimo primeiro lugar
Resultado
| Data  | Hora  |       | Placar |            | Set 1 | Set 2 | Set 3 | Set 4 | Set 5 | Total  | Relatório |
| ----- | ----- | ----- | ------ | ---------- | ----- | ----- | ----- | ----- | ----- | ------ | --------- |
| 2 jul | 15:00 | Egito | 2–3    | ' Ucrânia' | 24–26 | 22–25 | 25–22 | 25-21 | 11-15 | 107–73 | 107-109   |

### Nono lugar
Resultado
| Data  | Hora  |         | Placar |           | Set 1 | Set 2 | Set 3 | Set 4 | Set 5 | Total | Relatório |
| ----- | ----- | ------- | ------ | --------- | ----- | ----- | ----- | ----- | ----- | ----- | --------- |
| 2 jul | 17:30 | Turquia | 0–3    | ' Itália' | 23–25 | 20–25 | 19–25 |       |       | 62–75 | 62-75     |

### Sétimo lugar
Resultado
| Data  | Hora  |              | Placar |        | Set 1 | Set 2 | Set 3 | Set 4 | Set 5 | Total   | Relatório |
| ----- | ----- | ------------ | ------ | ------ | ----- | ----- | ----- | ----- | ----- | ------- | --------- |
| 2 jul | 11:00 | 'Argentina ' | 3–2    | Canadá | 22–25 | 30–28 | 25–20 | 20–25 | 15–11 | 112–109 | 112-109   |

### Quinto lugar
Resultado
| Data  | Hora  |        | Placar |       | Set 1 | Set 2 | Set 3 | Set 4 | Set 5 | Total | Relatório |
| ----- | ----- | ------ | ------ | ----- | ----- | ----- | ----- | ----- | ----- | ----- | --------- |
| 2 jul | 13:30 | 'Irã ' | 3–0    | China | 25–19 | 25–20 | 25–21 |       |       | 75–60 | 75-60     |

### Terceiro lugar
Resultado
| Data  | Hora  |        | Placar |        | Set 1 | Set 2 | Set 3 | Set 4 | Set 5 | Total | Relatório |
| ----- | ----- | ------ | ------ | ------ | ----- | ----- | ----- | ----- | ----- | ----- | --------- |
| 2 jul | 16:00 | Rússia | 3–0    | Brasil | 25–16 | 25–16 | 25–19 |       |       | 75–51 | P2P3      |

### Final
Resultado
| Data  | Hora  |      | Placar |            | Set 1 | Set 2 | Set 3 | Set 4 | Set 5 | Total | Relatório |
| ----- | ----- | ---- | ------ | ---------- | ----- | ----- | ----- | ----- | ----- | ----- | --------- |
| 2 jul | 18:30 | Cuba | 0–3    | ' Polônia' | 20–25 | 10–25 | 19–25 |       |       | 49–75 | 49–75     |